# Tempio Jagdish
Il Tempio Jagdish è un grande tempio indù situato al centro di Udaipur in Rajasthan. Grande attrazione turistica, in passato era denominato tempio di Jagannath Rai ma oggi viene chiamato Jagdish-ji. Si tratta di uno dei maggiori monumenti di Udaipur.

## Descrizione
Il tempio si erge su una terrazza elevata e venne completato nel 1651. Ha una mandapa (sala) a doppio piano e un saandhara a due piani (con un deambulatorio coperto). La mandapa ha un altro piano nascosto all'interno del suo samavarna piramidale, mentre la guglia cava sopra il santuario contiene altri due piani non funzionali.
Tutte le strade provenienti dalle sheharpanah (mura della città) convergono sul tempio Jagdish Temple, costruito per ordine del Maharana Jagat Singh nel 1651. Il tempio è un notevole esempio di architettura Māha Māru e Māru-Gurjara, decorato da bassorilievi e sculture. Si trova a poca distanza dal complesso del City Palace. Il santuario del tempio contiene un idolo del dio Jagannath.

## Galleria d'immagini

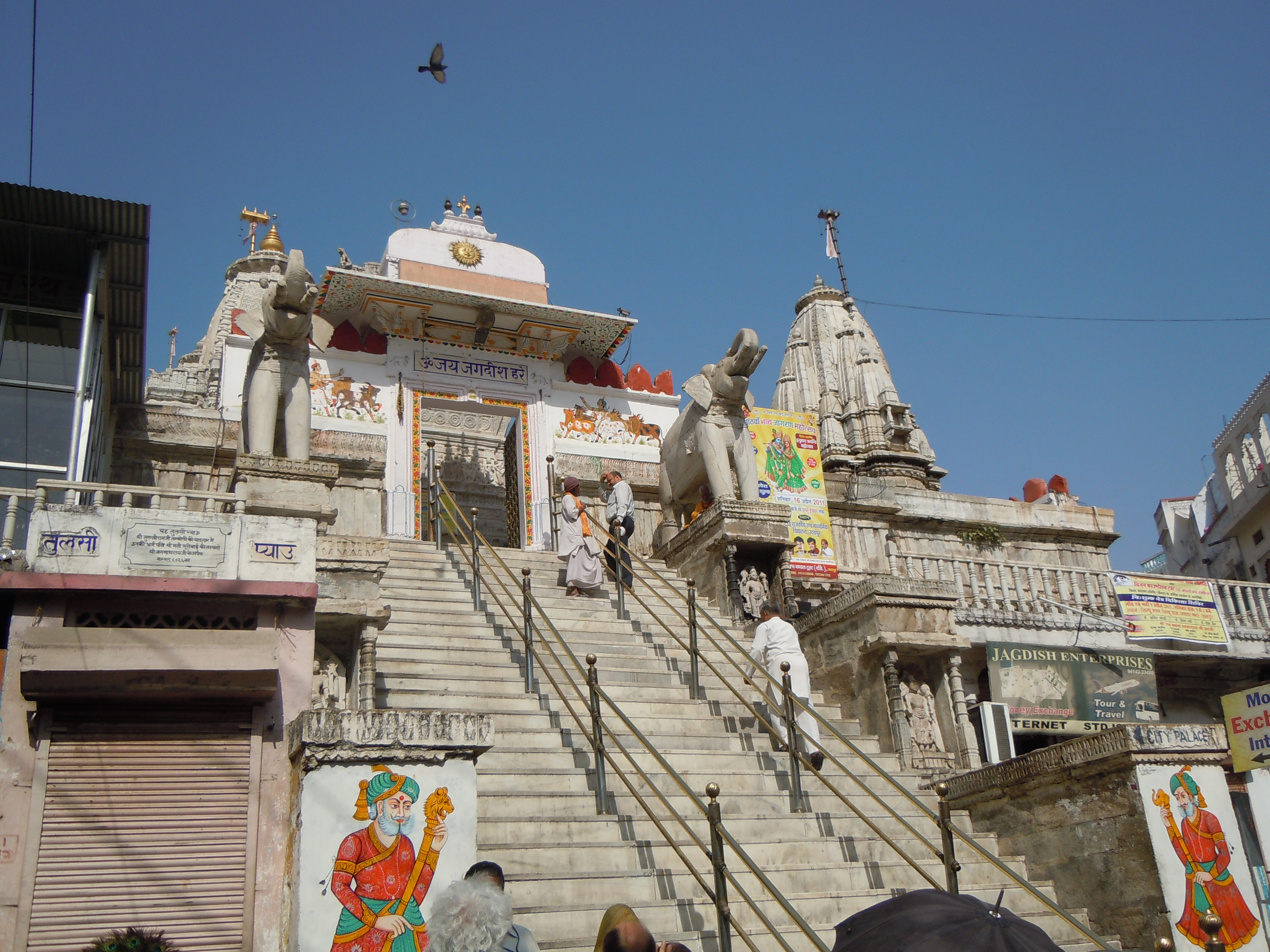
Scalinata d'ingresso
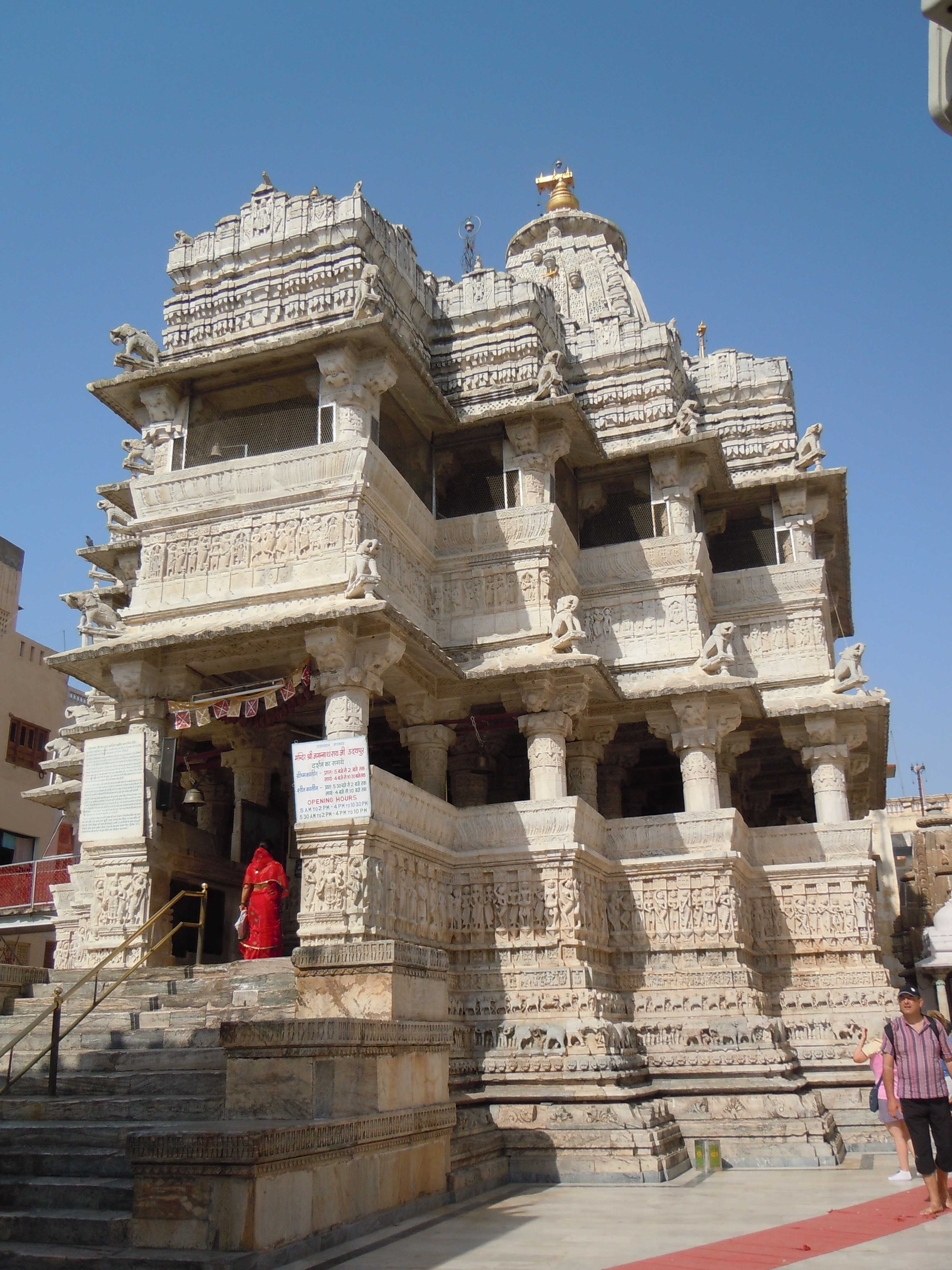
Mandapa a due piani
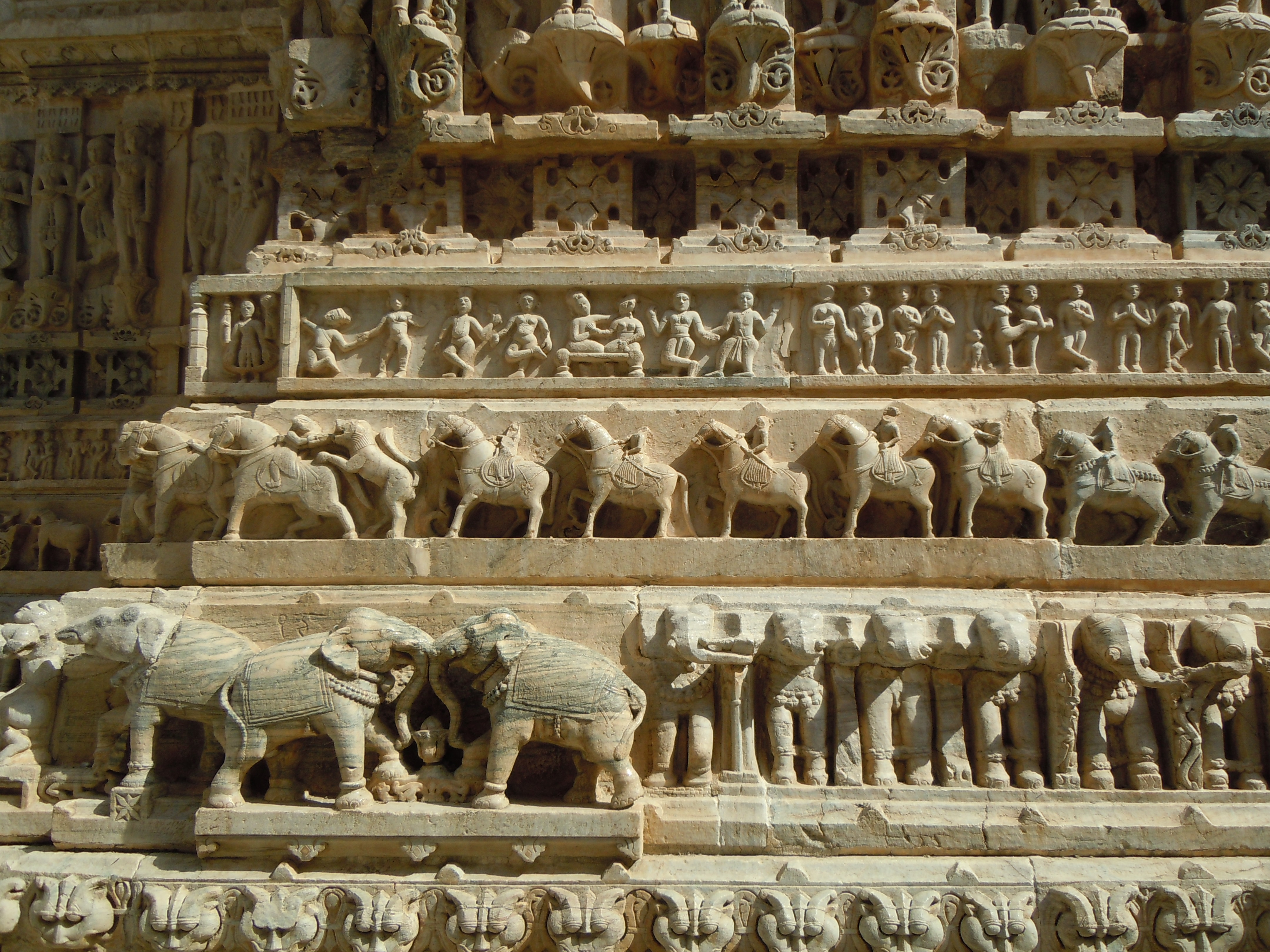
Bassorilievi
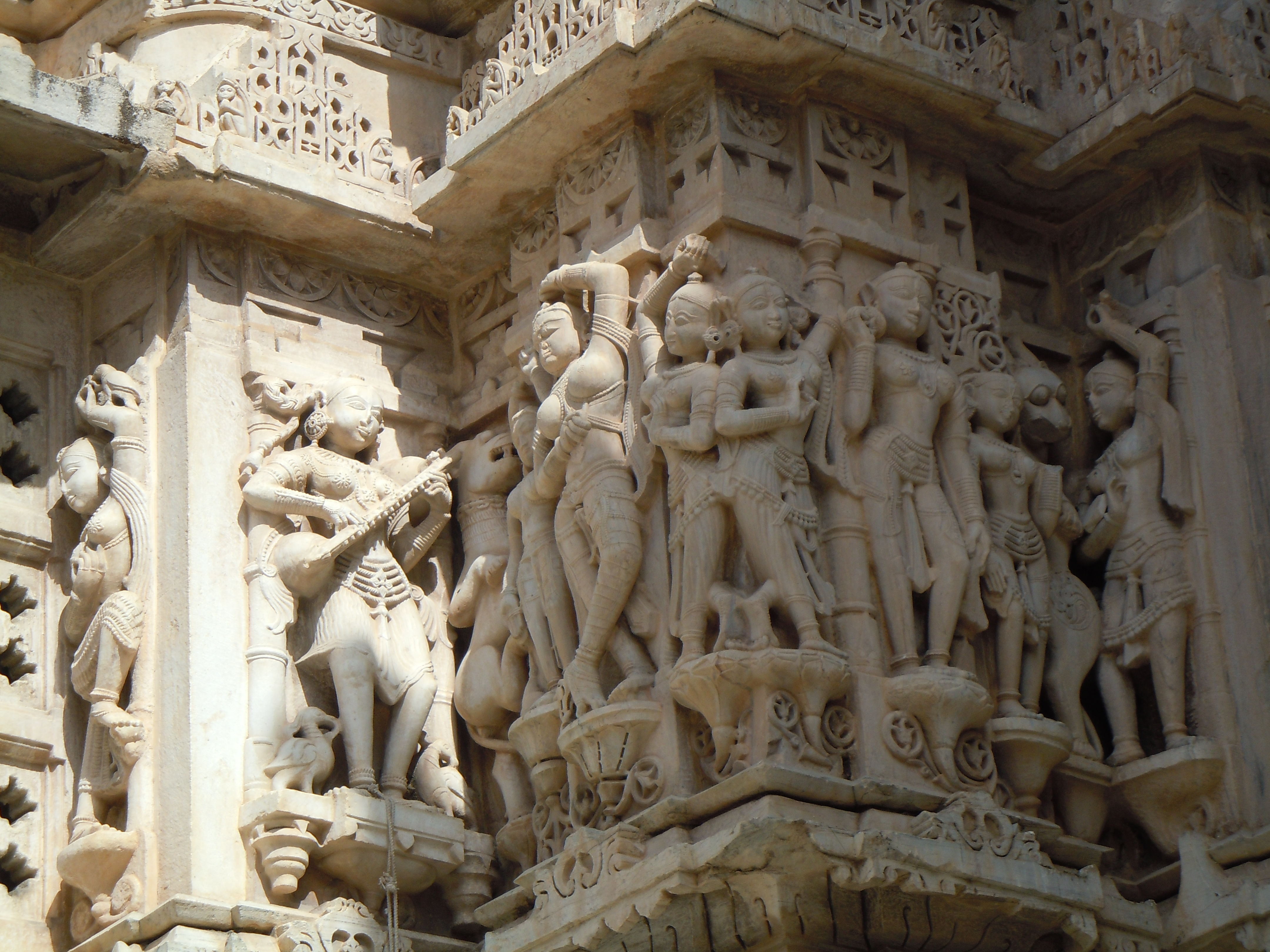
Dettaglio delle sculture sikhara
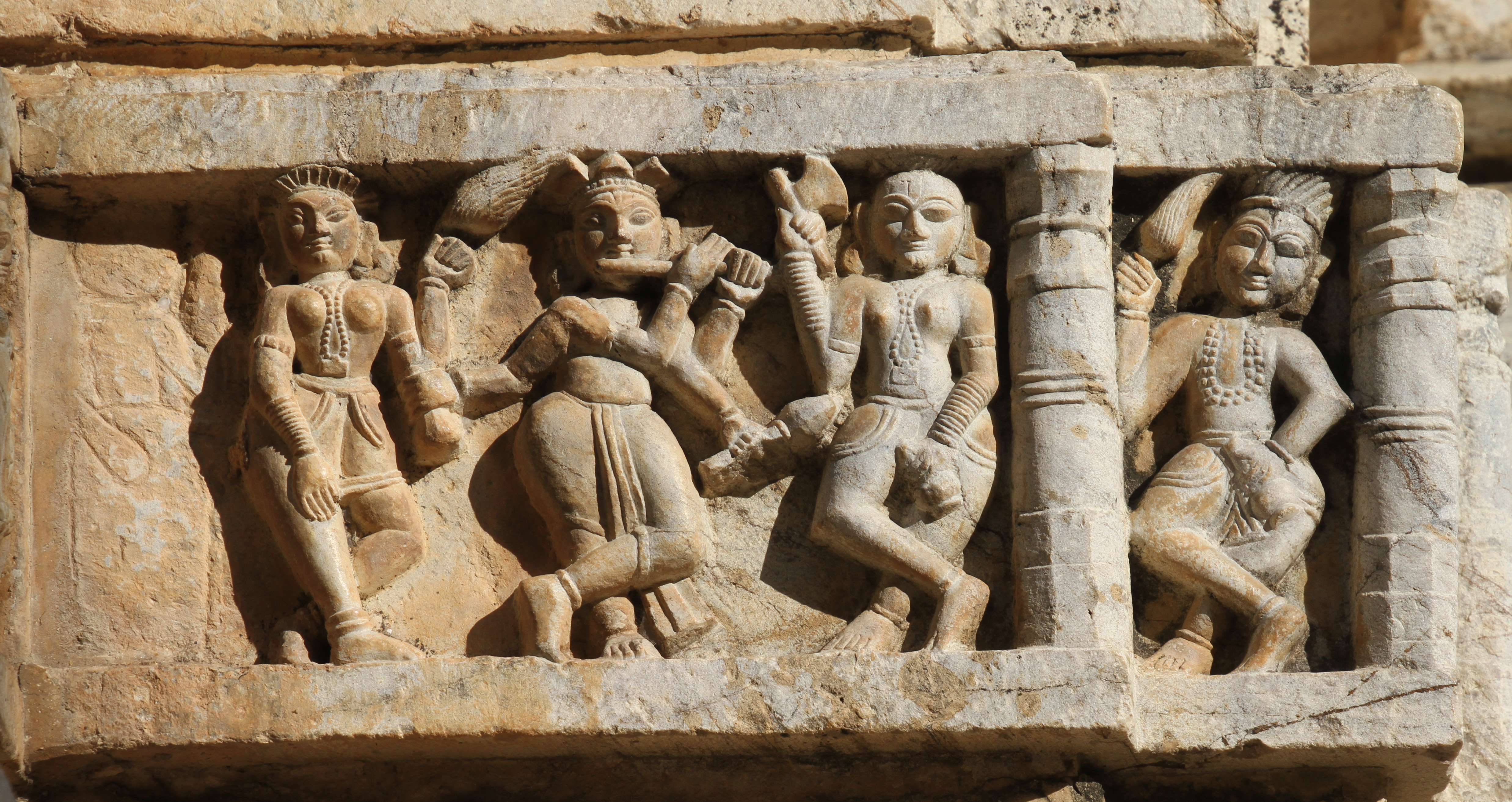
Bassorilieve
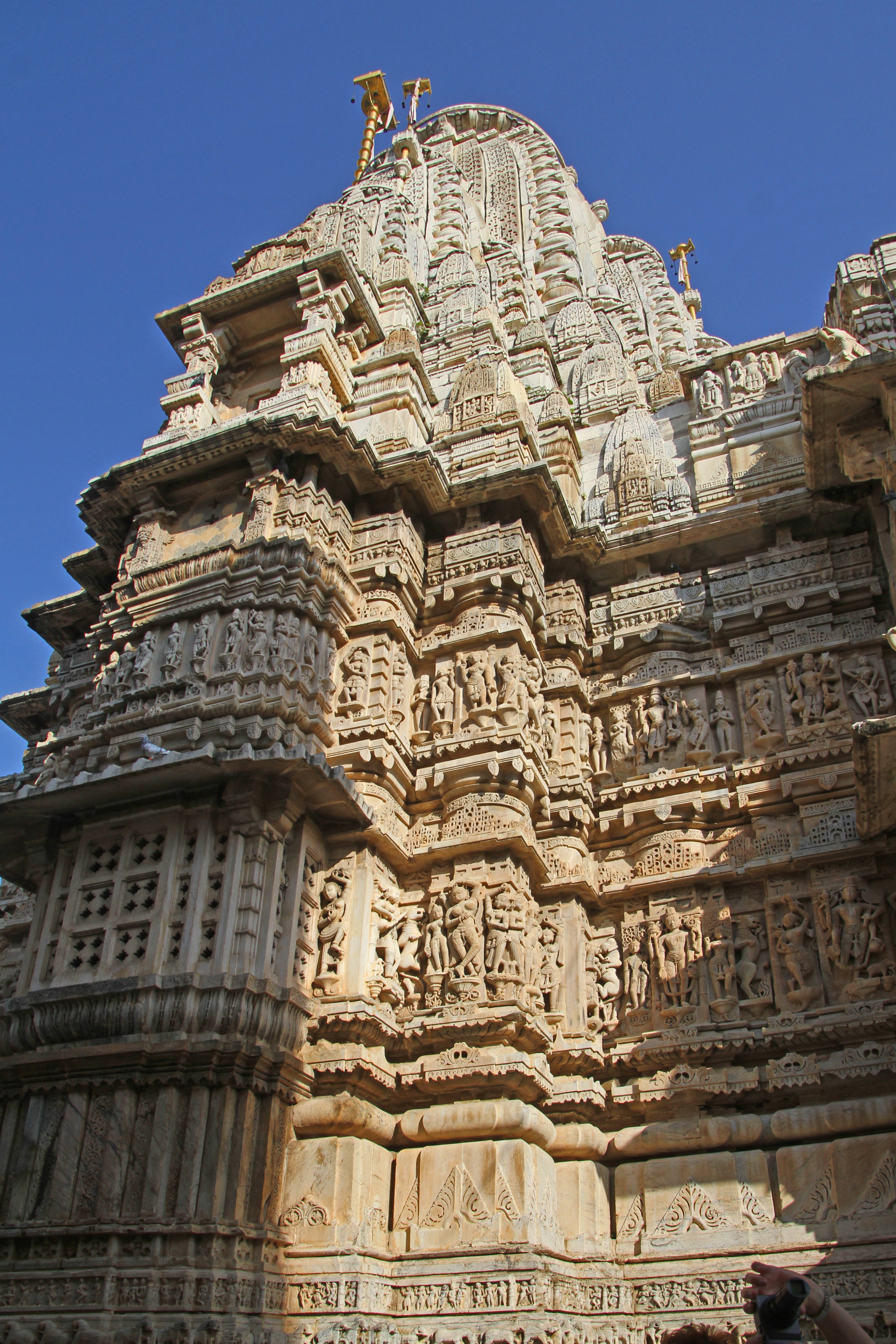
Sikhara
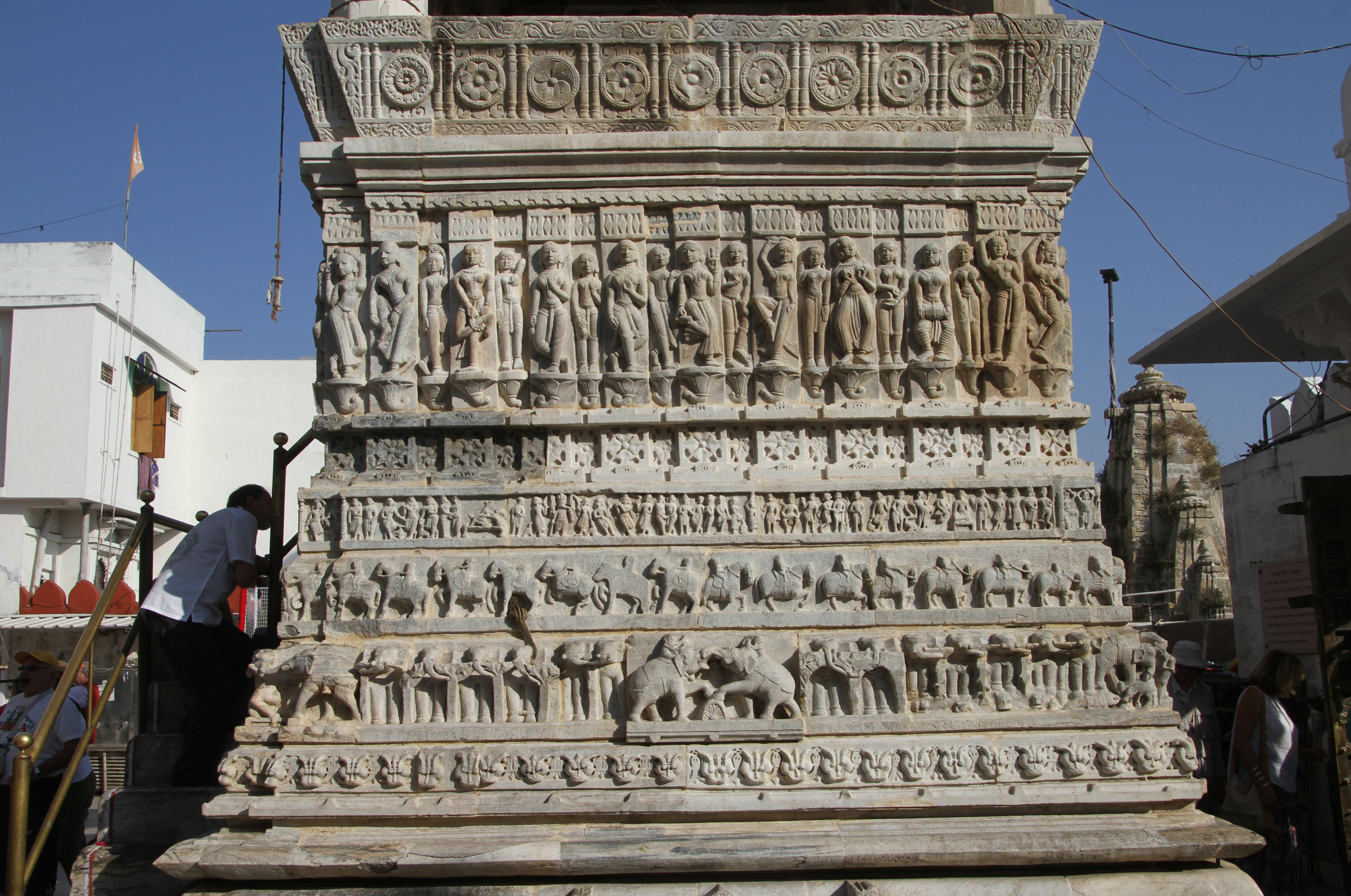